# 鹿島則文
鹿島 則文（かしま のりぶみ、天保10年1月13日（1839年2月26日） - 明治34年（1901年）10月10日）は、幕末・明治時代の神職。字は布美麿、矗之輔。号は桜宇。

## 生涯
鹿島神宮大宮司であった鹿島則孝の長男として生まれる。1860年（万延元年）安井息軒に儒学を学ぶ。
1863年（文久3年）、尊皇攘夷や敬神廃仏を唱える水戸藩士が集う文武館に土地を貸して交流をもったことが問題視され、1865年（慶応元年）八丈島に遠島となる。明治維新後の1869年（明治2年）に赦免。帰郷後、神領会所（鹿島神領の役場）の廃止に伴ってその建物を学問所「稽照館」とした。1873年（明治6年）鹿島神宮大宮司。
1878年（明治11年）日比谷神道事務局詰被命。1882年（明治15年）皇典講究所委員を申し付けられる。1884年（明治17年）神宮大宮司に任じられた。祭儀を復興し、林崎文庫の整備と神宮皇學館（皇學館大学の前身）の拡充をはかり、『古事類苑』の編纂を皇典講究所から引き継いで完成・出版へ至らしめた。
1898年（明治31年）、内宮炎上の責を負い辞職し鹿島に戻る。
1901年（明治34年）10月10日、63歳で病没。茨城県鹿島郡鹿島町三笠山墓地に葬られる。

## エピソード
- 明治天皇へ献上するために群臣の写真をまとめた『明治十二年明治天皇御下命「人物写真帖」』（三の丸尚蔵館所蔵）に肖像写真が収録されている[10]。
- 愛書家で「用ヲ節シ費ヲ省キ、書ヲ求メテ息マズ、飢ル者ノ食ヲ求ムルガ如シ」と伝えられている。蔵書の桜山文庫は珍籍奇冊3万冊と言われ、井関隆子の日記も旧蔵していた[11]。桜山文庫は深沢秋男の尽力により、現在では大部分が昭和女子大学図書館に収められた（江戸期の写本や刊本を中心に約6900冊を収蔵[12][13]）

## 家族
- 長男鹿島則泰 - 則文の跡を継ぎ、鹿島神宮大宮司をつとめたものの自ら職を辞し、後に帝国図書館に奉職。則文の蔵書家としての一面を受け継ぎ、和漢古書の蒐集、目録編纂等にあたった[14]。
- 次男鹿島敏夫 - 則泰の後に鹿島神宮大宮司をつとめた。鹿島神宮宮司の鹿島則良、写真家の渡辺典博は敏夫の孫にあたる。
- 長女赤堀三子 - 則泰の東京大学文学部附属古典講習科の同期生赤堀又次郎の妻。
- 三男鹿島桜巷 - 本名「淑男」。報知新聞記者、明治大正期の流行作家。

## 栄典
- 1901年（明治34年）5月13日 - 従四位[15]

## 著書
- 鹿島則文『南遊雑録』。
- 鹿島則文『八丈八景帖』。
- 鹿島則文 編『南島名勝集』。